# Ussel-d'Allier
Ussel-d'Allier è un comune francese di 153 abitanti situato nel dipartimento dell'Allier della regione dell'Alvernia-Rodano-Alpi.

## Società

### Evoluzione demografica
Abitanti censiti